# Regiunea Kuban
Regiunea Kuban (în rusă Кубанская область, în ucraineană Кубанська область) a fost o unitate administrativ-teritorială a Imperiului Rus, amplasată în sudul acestuia, cu capitala în Ekaterinodar (actualmente Krasnodar). Regiunea s-a situat la nord de lanțul caucazian, și a cuprins cu precăderea teritoriul actualului ținut Krasnodar, și republica autonomă Adîgheia.
Regiunea Kuban se învecina cu regiunea armatei de pe Don (Cazacii de pe Don) în nord, regiunea Terek și gubernia Stavropol în est, guberniile Mării Negre și Kutaisi în sud, și mările Neagră și Azov în vest.

## Demografie

### Structura etnică
Structura etnică potrivit recensământului din 1897:
| Ținut (Otdel) | Ucraineni | Ruși   | Cerchezi, Adîgi și Kabardini | Caraciai și Tătari montani | Germani | Greci | Armeni | Abhazi și Abazini | Belaruși | Tătari nogai | Moldoveni și Români |
| ------------- | --------- | ------ | ---------------------------- | -------------------------- | ------- | ----- | ------ | ----------------- | -------- | ------------ | ------------------- |
| Batalpașinsk  | 27,1 %    | 41,9 % | 5,7 %                        | 12,5 %                     | 2,0 %   | …     | …      | 3,9 %             | 0,3%     | 2,7 %        | …                   |
| Eisk          | 73,9 %    | 23,6 % | …                            | …                          | 0,7%    | …     | …      | …                 | 0,5%     | …            | …                   |
| Ekaterinodar  | 51,8 %    | 34,2 % | 8,1 %                        | …                          | 0,6%    | 1,4 % | 1,1 %  | …                 | 0,5%     | …            | 0,4%                |
| Kavkaz        | 45,8 %    | 51,1 % | …                            | …                          | 1,6 %   | …     | 0,3%   | …                 | 0,3%     | …            | 0,1%                |
| Labinsk       | 18,9 %    | 75,2 % | 0,1%                         | …                          | 1,9 %   | …     | 1,7 %  | 0,1%              | 1,3 %    | …            | 0,1%                |
| Maikop        | 31,3 %    | 56,9 % | 4,9 %                        | …                          | 0,3%    | 0,6%  | 0,6%   | 2,1 %             | 1,3 %    | …            | …                   |
| Taman         | 75,2 %    | 17,1 % | 0,1%                         | …                          | 0,7%    | 4,0 % | 0,6%   | …                 | 0,2%     | …            | 1,0%                |
| Total         | 47,4 %    | 42,6 % | 2,0 %                        | 1,4 %                      | 1,1 %   | 1,0 % | 0,7%   | 0,6%              | 0,6%     | 0,3%         | 0,3%                |

## Împărțire administrativă

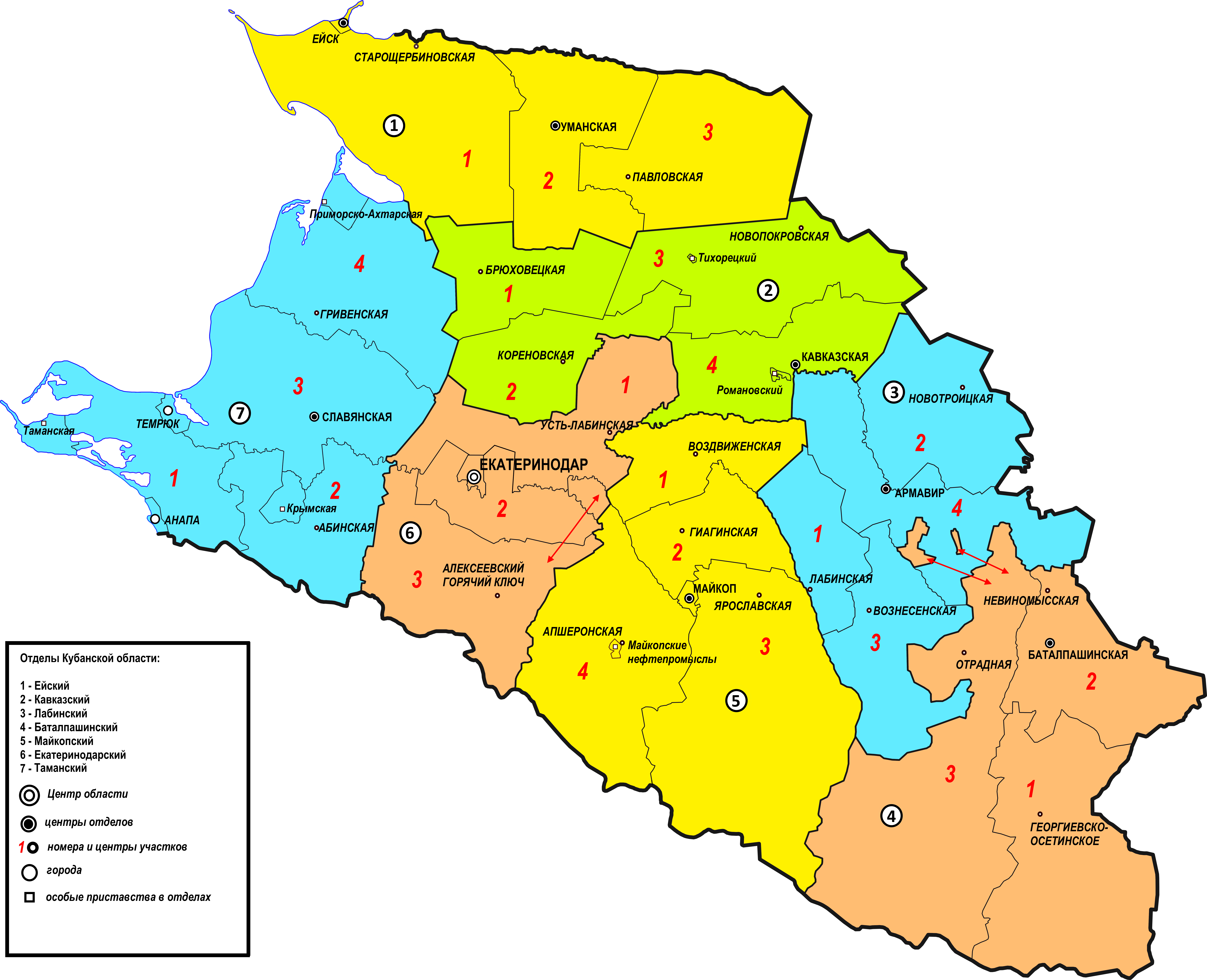
Harta împărțirii administrativ-teritoriale a regiunii la 1917.

La începutul secolului XX, regiunea cuprindea următoarele 7 ținuturi (otdel-uri):
| №1 | Ținut        | Centru administrativ (pop.)           | Suprafață, km² | Populație (1897) |
| -- | ------------ | ------------------------------------- | -------------- | ---------------- |
| 4  | Batalpașinsk | stanița Batalpașinskaia (11 473 loc.) | 12.812         | 215.400          |
| 1  | Eisk         | st-ța Umanskaia (11.137 loc.)         | 15.542         | 277.300          |
| 6  | Ekaterinodar | or. Ekaterinodar (65.606 loc.)        | 6.551          | 245.173          |
| 2  | Kavkaz       | st-ța Kavkazskaia (8.293 loc)         | 12.053         | 249.182          |
| 3  | Labinsk      | or. Armavir (18.113 loc.)             | 9.940          | 305 733          |
| 5  | Maikop       | or. Maikop (34.327 loc.)              | 15.590         | 283 117          |
| 7  | Taman        | st-ța Slavianskaia (15.167 loc.)      | 14.152         | 342.976          |

- 1 denotă ordinea în care ținuturile sunt localizate conform hărții din dreapta.